# Right There
Right There – trzeci singel Nicole Scherzinger pochodzący z jej debiutanckiego albumu Killer Love a pierwszy wydany w USA. Pierwotna wersja utworu, która znalazła się na europejskiej wersji płyty, jest wykonywana tylko przez Scherzinger, natomiast dla celów promocyjnych, singel został przerobiony i dodano do niego dwie zwrotki wykonywane przez 50 Centa. Od dnia 2 maja 2011r. singel ten został udostępniony na iTunes w Wielkiej Brytanii do przedsprzedaży. Swoją premierę singiel miał 17 maja 2011r. w USA oraz w UK.

## Promocja
Pierwszy raz na żywo Nicole zaprezentowała "Right There" w 10 edycji programu "American Idol" 19 maja 2011r. Był to jej pierwszy solowy występ w USA po rozwiązaniu The Pussycat Dolls.

## Teledysk

### Tło
Nicole nagrała teledysk do tej piosenki 19 kwietnia 2011r. w Los Angeles. Część ujęć, w których występował 50 Cent nakręcono następnego dnia. Wideo wyreżyserował Paul Hunter, który wcześniej współpracował z Christiną Aguilerą, Eminemem i Michaelem Jacksonem. Podczas wywiadu dla MTV.com Scherzinger tak opisała koncepcję teledysku: "Chciałam, żeby teledysk był prosty, był rozpoznawalny"

### Konspekt
Premiera teledysku odbyła się na oficjalnym koncie Nicole w serwisie Vevo 4 maja 2011r. Do singla powstały dwie wersje teledysku, które swoją premierę miały tego samego dnia. Pierwsza wersja wideo została nakręcona do wersji wydanej na europejskiej wersji albumu (śpiewa tam tylko Nicole), natomiast druga do wersji z 50 Centem. Teledysk stał się popularny w wielu krajach i osiągnął ponad 1 milion wejść już w pierwszym dniu po premierze.

## Lista utworów
|  | - Digital download 1. "Right There" featuring 50 Cent — 4:22 - Digital single 1. "Right There" featuring 50 Cent — 4:22 2. "Right There" (Instrumental) — 4:03 3. "Don't Hold Your Breath" (Remix) — 7:16 | - Remixes EP 1. "Right There" (Wideboys Remix Full Club) — 6:09 2. "Right There" (Wideboys Dub Remix) — 7:01 3. "Right There" (Frankmusik Remix) — 3:18 4. "Right There" (The Sound of Arrows Remix) — 3:36 |

## Listy przebojów
| Lista przebojów (2011) | Pozycja |
| ---------------------- | ------- |
| Australia              | 8       |
| Bułgaria               | 3       |
| Dania                  | 36      |
| Nowa Zelandia          | 7       |
| Kanada                 | 44      |
| Wielka Brytania        | 3       |
| Szkocja                | 4       |
| US Billboard Hot 100   | 39      |
| Świat                  | 33      |

| Lista przebojów - Polska (2011) | Pozycja |
| ------------------------------- | ------- |
| Polska (Airplay Top 100)        | 43      |

| Right There – Total Chart |    |    |    |    |    |    |    |    |    |    |    |    |    |    |    |    |    |    |    |       |
| Dzień                     | 01 | 02 | 03 | 04 | 05 | 06 | 07 | 08 | 09 | 10 | 11 | 12 | 13 | 14 | 15 | 16 | 17 | 18 | 19 | 20-30 |
| Pozycja                   | 16 | 17 | 20 | 22 | 12 | 19 | 25 | 25 | 18 | 13 | 9  | 15 | 19 | 13 | 14 | 12 | 21 | 14 | 9  | -     |
| Dzień                     | 31 | 32 | 33 | 34 | 35 | 36 | 37 | 38 | 39 | 40 | 41 | 42 | 43 | 44 | 45 | 46 | 47 | 48 | 49 | 50    |
| Pozycja                   | -  | 13 | 17 | 15 | 22 |    |    |    |    |    |    |    |    |    |    |    |    |    |    |       |